# 威廉·H·夏普
威廉·赫爾曼·夏普（英語：William Herman Schaap，1940年3月1日—2016年2月25日）是美國律師，《秘密行動季刊》、媒體分析研究所（Institute for Media Analysis）和謝里登廣場出版社（Sheridan Square Press）的共同創始人。

## 生平
出生於布魯克林。父親是推銷員莫里斯·夏普（Maurice Schaap），母親是莉亞·勒納（Leah Lerner）。
曾就讀於康乃爾大學和芝加哥大學法學院。
作為律師，夏普曾為1968年因佔領校園建築抗議越南戰爭而被捕的哥倫比亞大學學生辯護。他代表過的其他知名客戶還包括中央情報局舉報人费利佩·阿吉。
1976年，夏普與其他人成立了《秘密行動資訊公報》（CovertAction Information Bulletin），專事報導中央情報局的非法活動。該刊後於1992年更改為現名《秘密行動季刊》（CovertAction Quarterly）。
夏普與妻子艾倫還共同成立了謝里登廣場出版社。吉姆·加里森的著作《跟蹤刺殺者》就是由該出版社在1988年出版的。
2016年2月25日，在曼哈頓去世，享年75歲。

## 家庭
妻子艾倫·雷（Ellen Ray），於2015年去世。
兄長迪克·夏普，為體育作家，於2001去世。